# Кучеренко, Игорь Васильевич
Игорь Васильевич Кучеренко  (8 ноября 1937 года,  Боготол, Красноярский край — 29 июля 2022) — профессор кафедры геологии и разведки полезных ископаемых ТПУ. Доктор геолого-минералогических наук. Заслуженный геолог РФ (2000), Почетный работник высшего профессионального образования РФ (2001), действительный член Академии естествознания России (2004).

## Биография
Игорь Васильевич Кучеренко родился 8 ноября 1937 года. В 1955 году окончил среднюю школу № 49 в городе Новосибирске. В школе был секретарем комсомольской организации.
В 1960 году окончил геолого-разведочный факультет Томского политехнического института (ГРФ ТПИ), получил специальность «Геология и разведка месторождений радиоактивных и редких металлов». По окончании института работал по распределению в Красноярском, затем в Чмитинском геологических управлениях, занимался разведочными работами в Удоканском серебро-медном месторождении.
D Томском политехническом институте работает с 1964 года. На кафедре «Месторождений полезных ископаемых и разведки руд редких и радиоактивных металлов» занимал последовательно должности: ассистент, старший преподаватель (1971), доцент (1973), профессор (1993). С 1994 года является профессором кафедры геологии и разведки месторождений полезных ископаемых, в 1997—2004 годах был заведующим кафедрой минералогии и петрографии института.
В 1981—1984 годах учился в аспирантуре политехнического института. В 1970 году защитил кандидатскую диссертацию на тему: «Структурно-литологические факторы локализации золотого оруденения в Берикульском рудном поле (Кузнецкий Алатау)». В 1992 году защитил докторскую диссертацию на тему: «Магматогенное золотое оруденение в структурах допалеозойской складчастости».
В школе учился у педагогов: В. С. Андреева, К. В. Тыжнова, В. И. Пискоржа, И. М. Матвеева и др. В институте его научными руководителями и наставниками были профессора: Л. Л. Халфин, член-корреспондент АН СССР Ф. Н. Шахов, академик АН СССР Ю. А. Кузнецов, доцент М. И. Юдин и др.
Область научных интересов: металлогения золота, изучение образования гидротермальных золотых месторождений в земной коре, в кристаллическом субстрате и в сланцевых толщах. Игорь Васильевич Кучеренко является автором 140 научных работа, включая одну монографию.

## Награды и звания
- Заслуженный геолог РФ (2000).
- Почетный работник высшего профессионального образования РФ (2001).